# Шараа
Шараа (англ. Shar'aa, араб. قرية البدو-شرعا) — поселення в Сирії, що складає невеличку друзьку общину в нохії Аль-Аріка, яка входить до складу однойменної мінтаки Шахба в південній сирійській мухафазі Ас-Сувейда.